# Goèma
Ne doit pas être confondu avec Goéya.
Goèma est une localité située dans le département de Pissila de la province du Sanmatenga dans la région Centre-Nord au Burkina Faso.

## Géographie
Goèma se trouve à 20 km au sud-ouest de Pissila, le chef-lieu du département, et à environ 12 km au sud-est de Kaya, la capitale régionale. Le village est à 5 km au sud-est de la route nationale 3, axe important reliant à Tougouri à Kaya.

## Économie
L'agro-pastoralisme est l'activité principale de Goèma qui possède une importante ferme agricole pilote. Dans le cadre des projets de restauration des terres dégradées, 130 ha ont été récupérés en 2009 sur le territoire villageois par le développement des techniques de bocage sahélien.

## Éducation et santé
Les centres de soins les plus proches de Goèma sont les centres de santé et de promotion sociale (CSPS) ainsi que le centre hospitalier régional (CHR) de Kaya. Cependant, un CSPS est construction dans le village et doit être ouvert à la fin 2021, en faisant le centre de référence pour les villages du secteur que sont Kamsé, Komsilga, Toéghin, Kossoghin, Rimkilga, Diassa et Roungou, regroupant environ 15 000 personnes.
Goèma possède une école primaire publique.